# Rudolf Frimodt Clausen
Rudolf Frimodt Clausen (29. juni 1861 på Jonstrup Seminarium i København – 7. marts 1950 i Århus) var en dansk arkitekt. Frimodt Clausen var søn af biskop Johannes Clausen og sønnesøn af teologen H.N. Clausen.
I perioden 1886-88 arbejdede Frimodt Clausen som konduktør hos V.Th. Walther. Senere blev Frimodt Clausen en meget brugt arkitekt i Århus, i 1891 blev han arkitekt for Aarhus Oliefabrik og fortsatte hermed resten af sit liv. Han tegnede bryggeriet Ceres, ejendommene Guldsmedgade 1, 3, 5, 7 og 9, Store Torv 7 og hjørnehusene på Sankt Pauls Kirkeplads.
En vis indflydelse fra Anton Rosen ses i flere af Frimodt Clausens bygninger i begyndelsen af 1900-tallet. Som flere andre arkitekter udførte han i perioden bygninger i både nationalromantisk og nyklassicistisk stil. Han fulgte med i arkitekturens udvikling, som det ses i P.P. Ørumsgade, hvor en hel karré blev opført i 1933-35 efter Frimodt Clausens bebyggelsesplaner med facader i en noget anonym og funkispræget stil.